# Terra X: Imperium
Imperium ist eine Terra-X-Dokumentationsreihe über Weltreiche und deren Aufstieg, Erfolge, Errungenschaften und Fall. Durch die 2004 erstmals ausgestrahlte ZDF-Reihe führte Maximilian Schell als Erzähler.

## Produktion

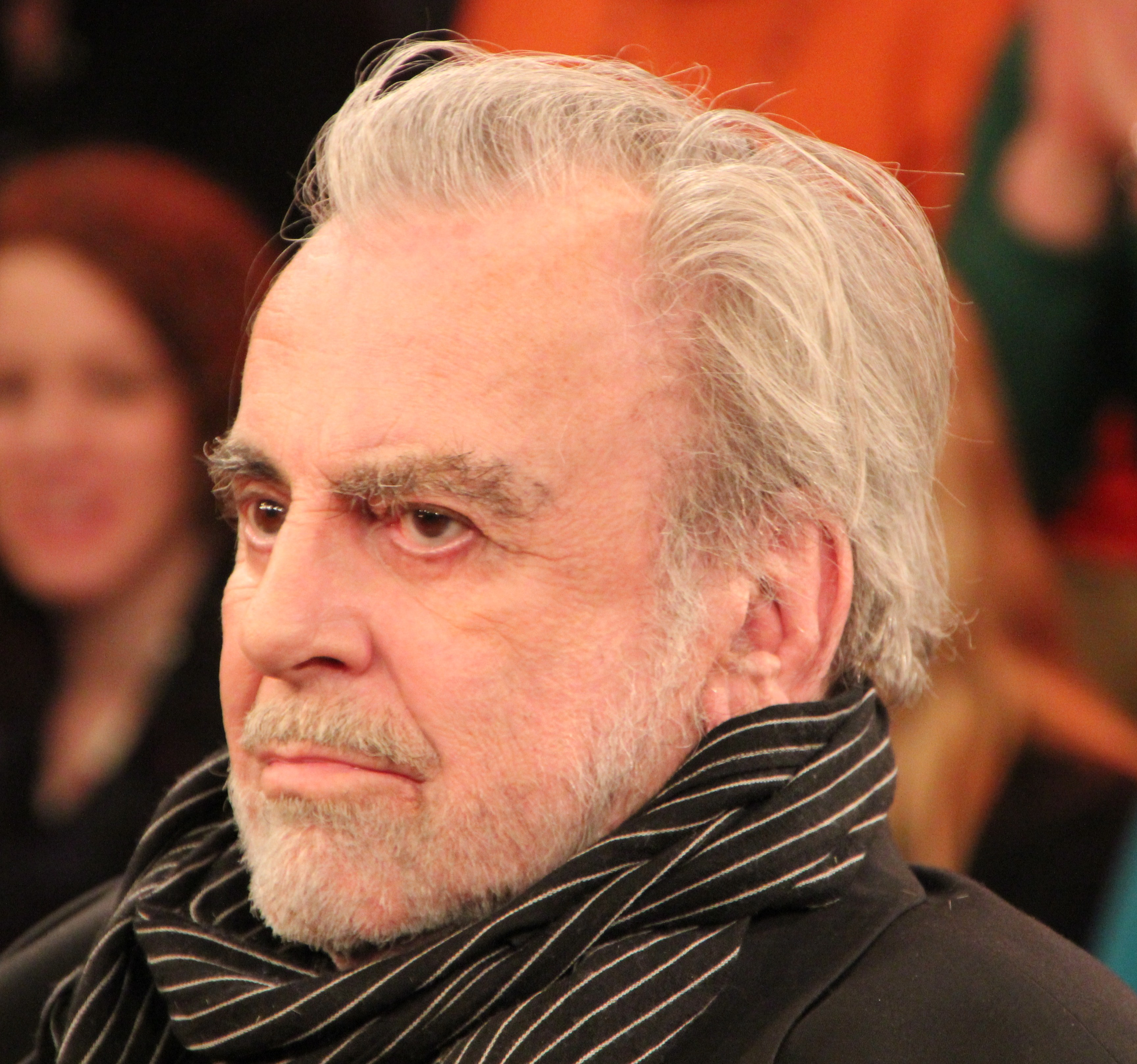
Erzähler Maximilian Schell

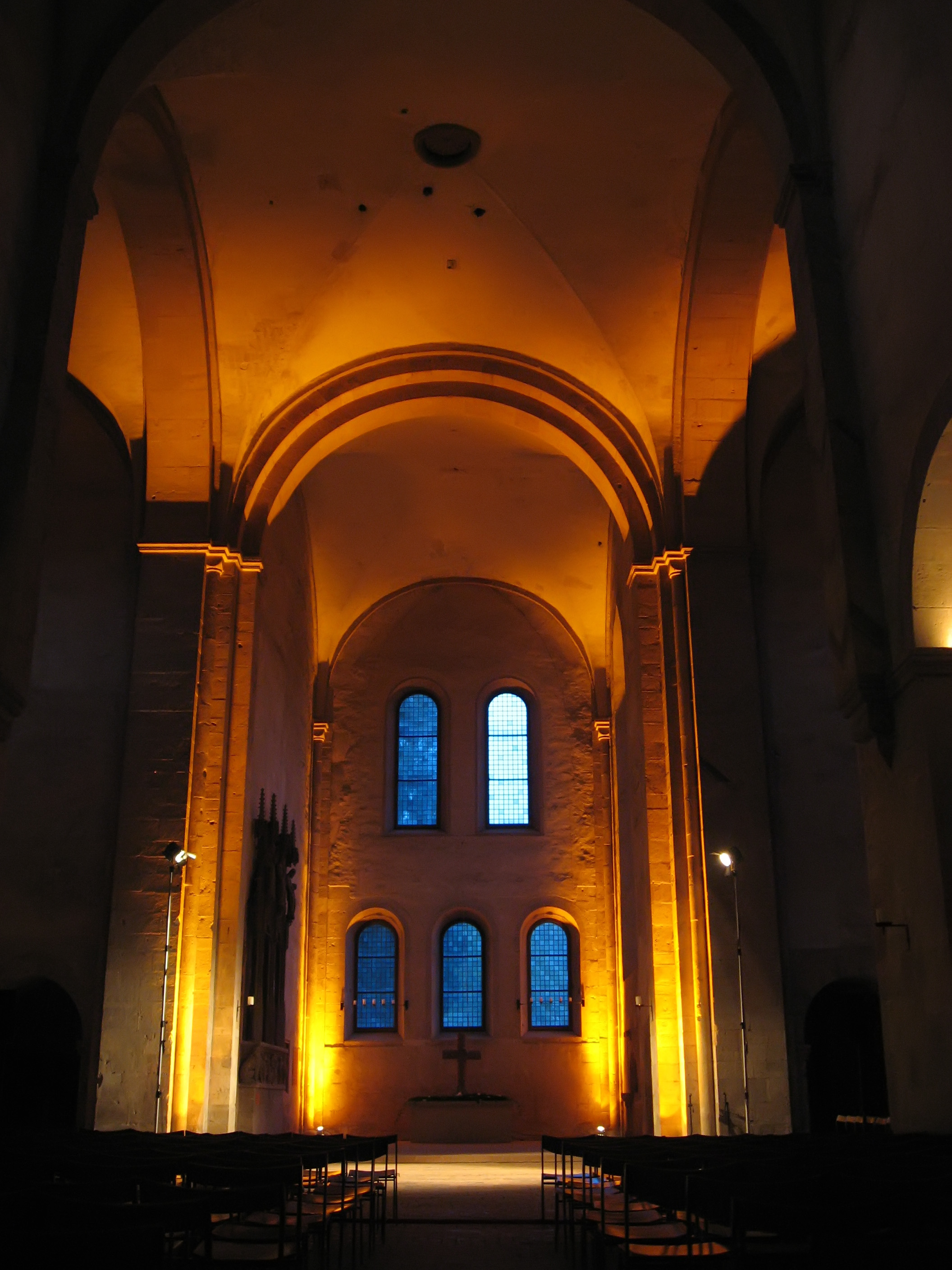
Drehort Kloster Eberbach

Während die Reihe anfangs nur alle zwei Jahre mit je vier Episoden ausgestrahlt wurde, wurden von 2008 bis 2011 jährlich drei neue Folgen gesendet. Als Drehort für die Sequenzen mit Maximilian Schell als Erzähler diente die Basilika im Kloster Eberbach in Eltville am Rhein in der Nähe von Wiesbaden. Wichtigstes Element der Reihe sind die  Inszenierungen, die so genannten Reenactments, in denen die historischen Momente schauspielerisch nachgestellt werden.
2008 wurde die Sonderstaffel Imperium der Päpste produziert, die sich gänzlich dem Papsttum widmete. An der Produktion von Imperium ist die Firma ifage Filmproduktion GmbH beteiligt. Gestalterische Gesamtleitung aller Folgen der Reihe oblag Günther Klein. Einzelne Folgen wurden auf DVD veröffentlicht.

## Episodenliste

### Staffel 1
| Nr. (ges.) | Nr. (St.) | Episodentitel           | Erstausstrahlung | Quellen |
| ---------- | --------- | ----------------------- | ---------------- | ------- |
| 1          | 1         | Kampf um Rom            | 2. Mai 2004      | [ 2 ]   |
| 2          | 2         | Sturm über Persien      | 9. Mai 2004      | [ 3 ]   |
| 3          | 3         | Der Untergang Karthagos | 16. Mai 2004     | [ 4 ]   |
| 4          | 4         | Tod am Nil              | 23. Mai 2004     | [ 5 ]   |

### Staffel 2
| Nr. (ges.) | Nr. (St.) | Episodentitel                              | Erstausstrahlung | Quellen |
| ---------- | --------- | ------------------------------------------ | ---------------- | ------- |
| 5          | 1         | Das Ende der Zaren                         | 14. Mai 2006     | [ 6 ]   |
| 6          | 2         | Die letzten Tage von Peking                | 21. Mai 2006     | [ 7 ]   |
| 7          | 3         | Sturm über dem Bosporus                    | 28. Mai 2006     | [ 8 ]   |
| 8          | 4         | Kaiser Wilhelm: Mit Hurra in den Untergang | 4. Juni 2006     | [ 9 ]   |

### Staffel 3
| Nr. (ges.) | Nr. (St.) | Episodentitel           | Erstausstrahlung | Quellen |
| ---------- | --------- | ----------------------- | ---------------- | ------- |
| 9          | 1         | Fluch des Goldes        | 1. Januar 2009   | [ 10 ]  |
| 10         | 2         | Wettlauf nach Ostindien | 4. Januar 2009   | [ 11 ]  |
| 11         | 3         | Kampf um die Weltmacht  | 11. Januar 2009  | [ 12 ]  |

### Staffel 4
| Nr. (ges.) | Nr. (St.) | Episodentitel             | Erstausstrahlung | Quellen |
| ---------- | --------- | ------------------------- | ---------------- | ------- |
| 12         | 1         | Das Weltreich der Kalifen | 18. April 2010   | [ 13 ]  |
| 13         | 2         | Der Fluch des Diamanten   | 25. April 2010   | [ 14 ]  |
| 14         | 3         | Das Schwert der Shogune   | 2. Mai 2010      | [ 15 ]  |

### Staffel 5
| Nr. (ges.) | Nr. (St.) | Episodentitel               | Erstausstrahlung | Quellen |
| ---------- | --------- | --------------------------- | ---------------- | ------- |
| 15         | 1         | Der letzte Kampf der Ritter | 10. Juli 2011    | [ 16 ]  |
| 16         | 2         | Das Gold der Piraten        | 17. Juli 2011    | [ 17 ]  |
| 17         | 3         | Der Kriegsruf der Indianer  | 24. Juli 2011    | [ 18 ]  |

### Imperium der Päpste
| Nr. (ges.) | Nr. (St.) | Episodentitel                  | Erstausstrahlung | Quellen |
| ---------- | --------- | ------------------------------ | ---------------- | ------- |
| 18         | 1         | Duell zwischen Kreuz und Krone | 27. April 2008   | [ 19 ]  |
| 19         | 2         | Verschwörung im Vatikan        | 4. Mai 2008      | [ 20 ]  |
| 20         | 3         | Flammen über Rom               | 11. Mai 2008     | [ 21 ]  |